# 卜部敏直
卜部敏直（1950年1月19日—）是一名知名日本外交官，曾經擔任駐菲律賓大使、駐愛爾蘭共和國大使和駐亞特蘭大總領事。

## 個人簡歷
出身於東京都，父親卜部敏男也是一名外交官並且在1969年到1974年期間擔任駐菲律賓大使。就讀東京都立新宿高等學校後進入一橋大學法学部學習，期間通過外務公務員採用上級考試、取得及格成績，1974年畢業後隨即進入外務省工作。
- 1990年（平成2年） 9月 大臣官房總務課企畫官
- 1990年（平成2年） 11月 外務省歐亞局大洋州課（日语：大洋州課）課長
- 1991年（平成3年） 8月 外務事務次官（日语：事務次官等の一覧）秘書
- 1993年（平成5年） 8月 駐澳大利亞大使館參贊
- 1996年（平成8年） 8月 駐泰大使館參贊
- 1998年（平成10年） 1月 駐泰大使館公使
- 1998年（平成10年） 5月 大臣官房会計課長
- 2000年（平成12年） 5月 駐亞特蘭大總領事
- 2002年（平成14年） 8月 駐韓大使館次席公使
- 2005年（平成17年） 8月 駐法大使館（法语：Ambassade du Japon en France）次席公使
- 2007年（平成19年） 11月 駐愛爾蘭共和國特命全権大使
- 2011年（平成23年） 3月 駐菲律賓特命全權大使[1][2]
- 2012年（平成24年）11月22日在菲律賓首都馬尼拉的演講中表示，由於尖閣諸島主權問題的對立使中日關係惡化，故有必要加強和改善日菲兩國關係，並重申日本政府的立場指『其為日本的固有領土』

。